# Renate Krämer
Renate Krämer (* 20. Jahrhundert) ist eine ehemalige deutsche Radrennfahrerin.

## Sportliche Laufbahn
Krämer war im Straßenradsport in der DDR aktiv. 1960 wurde sie hinter Karin Hänsel Zweite der nationalen Meisterschaft im Straßenrennen der Frauen. 1964 wurde sie hinter Elisabetz Eichholz Vize-Meisterin. Dritte der Meisterschaftsrennen wurde sie 1961 und 1962. Bei den Straßenradsport-Weltmeisterschaften 1960 kam sie auf dem Sachsenring auf den 10. Platz.
1964 war sie bereits für die Straßenradsport-Weltmeisterschaften nominiert. Allerdings erhielten die DDR-Sportler keine Ausreisevisa in das westliche NATO-Ausland, so dass sie nicht starten konnte. 1965 siegte sie im Tribüne-Bergpreis.
Sie startete für den SC Karl-Marx-Stadt.